# Nortrup
Nortrup est une commune allemande de l'arrondissement d'Osnabrück, Land de Basse-Saxe.

## Géographie
|            | Menslage |             |
| Kettenkamp | Nortrup  | Badbergen   |
|            | Ankum    | Bersenbrück |

## Histoire
Nortrup est mentionné pour la première en 1169 sous le nom de "Norttorpe". Dans la seconde moitié du XVe siècle, la famille noble Dinklage construit une résidence ; le domaine de Loxten est vendu en 1682 à la famille Hammerstein qui y habite.
La population se convertit au luthéranisme sous l'influence de Hermann Bonnus. Cependant, après la Contre-Réforme, la proportion de la population catholique dans Nortrup augmente de manière significative par l'œuvre de Vitus Büscher. En 1855, on compte 496 catholiques pour 855 habitants.

## Personnalités liées à la commune
- Rudolf von Hammerstein (1735-1811), général hanovrien.
- Ernst von Hammerstein-Loxten  (1827-1914), homme politique prussien, né et mort à Loxten.
- Ludwig von Hammerstein-Loxten (1839-1927), général prussien, né et mort à Loxten.
- Hermann Kemper (1892-1977), ingénieur, inventeur du train à sustentation magnétique, né à Nortrup.

## Source, notes et références
- (de) Cet article est partiellement ou en totalité issu de l’article de Wikipédia en allemand intitulé « Nortrup » (voir la liste des auteurs).